# Ravensmühle (Uckerland)
Ravensmühle ist ein Wohnplatz der Gemeinde Uckerland im Landkreis Uckermark in Brandenburg.

## Geographie
Der Ort liegt einen Kilometer südwestlich von Wismar und drei Kilometer östlich von Strasburg (Uckermark). Der Wohnplatz liegt auf der Gemarkung Wismar, grenzt im Westen unmittelbar an die Landesgrenze zu Mecklenburg-Vorpommern und den dortigen Ortsteil Ravensmühle der Stadt Strasburg (Uckermark). Die Nachbarorte sind Wismar im Nordosten, Louisfelde im Südosten, Linchenshöh und Ravensmühle im Südwesten, Strasburg (Uckermark) im Westen sowie Ziegelhausen im Nordwesten.